# Francesco Maidalchini
Francesco Maidalchini, född 12 april 1621 i Viterbo, död 13 juni 1700 i Nettuno, var en italiensk kardinal. Han var kardinalprotodiakon från 1668 till 1689.

## Biografi
Francesco Maidalchini blev tidigt kanik vid Peterskyrkan.
Den 7 oktober 1647 upphöjde påve Innocentius X Maidalchini till kardinaldiakon med Sant'Adriano al Foro som diakonia. Kardinal Maidalchini deltog i sammanlagt sex konklaver.
Francesco Maidalchini avled i Nettuno år 1700 och är begravd i kyrkan Sant'Eustachio i Rom.

## Konklaver
Kardinal Maidalchini deltog i sex konklaver.
| Konklav   | Vald påve       |
| --------- | --------------- |
| 1655      | Alexander VII   |
| 1667      | Clemens IX      |
| 1669–1670 | Clemens X       |
| 1676      | Innocentius XI  |
| 1689      | Alexander VIII  |
| 1691      | Innocentius XII |